# Polen op de Olympische Zomerspelen 1996
Polen nam deel aan de Olympische Zomerspelen 1996 in Atlanta, Verenigde Staten. Het Oost-Europese land eindigde op de 17de plaats in het medailleklassement.

## Medailleoverzicht
| Sport         | Olympiër                                           | Onderdeel                  | Medaille |
| ------------- | -------------------------------------------------- | -------------------------- | -------- |
| Atletiek      | Robert Korzeniowski                                | 50km snelwandelen (m)      | Goud     |
| Judo          | Paweł Nastula                                      | -95kg (m)                  | Goud     |
| Schietsport   | Renata Mauer                                       | 10m luchtgeweer (v)        | Goud     |
| Worstelen     | Ryszard Wolny                                      | -68kg vrije stijl (m)      | Goud     |
| Worstelen     | Włodzimierz Zawadzki                               | -62kg Grieks-Romeins (m)   | Goud     |
| Worstelen     | Andrzej Wroński                                    | -100kg Grieks-Romeins (m)  | Goud     |
| Zeilen        | Mateusz Kusznierewicz                              | finn (m)                   | Goud     |
| Atletiek      | Artur Partyka                                      | hoogspringen (m)           | Zilver   |
| Judo          | Aneta Szczepanska                                  | -66kg (v)                  | Zilver   |
| Schermen      | Piotr Kiełpikowski Adam Krzesiński Ryszard Sobczak | floret team (m)            | Zilver   |
| Schietsport   | Mirosław Rzepkowski                                | skeet (m)                  | Zilver   |
| Worstelen     | Jacek Fafiński                                     | -90kg Grieks-Romeins (m)   | Zilver   |
| Boogschieten  | Joanna Nowicka Katarzyna Klata Iwona Dzięcioł      | team (v)                   | Brons    |
| Gewichtheffen | Andrzej Cofalik                                    | -83kg (m)                  | Brons    |
| Kanovaren     | Piotr Markiewicz                                   | K-1 500m (m)               | Brons    |
| Schietsport   | Renata Mauer                                       | 50m geweer 3 houdingen (v) | Brons    |
| Worstelen     | Józef Tracz                                        | -74kg Grieks-Romeins (m)   | Brons    |

## Deelnemers en resultaten

### Atletiek
| Olympiër                                                                           | Onderdeel             | Resultaat | Prestatie |
| ---------------------------------------------------------------------------------- | --------------------- | --------- | --- |
| Robert Maćkowiak                                                                   | 200m (m)              | 21e       | serie 7: 2de in 20,67 kwartfinale 3: 4de in 20,61 |
| Piotr Rysiukiewicz                                                                 | 400m (m)              | 28e       | serie 2: 5de in 46,07 kwartfinale 1: 8ste in 46,19 |
| Krzysztof Mehlich                                                                  | 110m horden (m)       | 11e       | serie 5: 2de in 13,81 kwartfinale 4: 4de in 13,51 halve finale 1: 5de in 13,55 |
| Paweł Januszewski                                                                  | 400m horden (m)       | 24e       | serie 4: 3de in 49,63 |
| Piotr Rysiukiewicz Piotr Haczek Robert Maćkowiak Tomasz Jędrusik Paweł Januszewski | 4x400m (m)            | 6e        | serie 1: 2de in 3.01,92 halve finale 1: 4de in 3.02,29 finale: 6de in 3.00,96 |
| Leszek Bebło                                                                       | marathon (m)          | 17e       | 2:17.04 |
| Grzegorz Gajdus                                                                    | marathon (m)          | 61e       | 2:23.41 |
| Robert Korzeniowski                                                                | 20km snelwandelen (m) | 8e        | 1:21.13 |
| Robert Korzeniowski                                                                | 50km snelwandelen (m) | Goud      | 3:43.30 |
| Jarosław Kotewicz                                                                  | hoogspringen (m)      | 11e       | kwalificatie groep A: 4de met 2,28m finale: 11de met 2,25m |
| Artur Partyka                                                                      | hoogspringen (m)      | Zilver    | kwalificatie groep B: 2de met 2,28m finale: 2de met 2,37m |
| Przemysław Radkiewicz                                                              | hoogspringen (m)      | 10e       | kwalificatie groep A: 9de met 2,28m finale: 10de met 2,29m |
| Szymon Ziółkowski                                                                  | kogelslingeren (m)    | 10e       | kwalificatie groep A: 3de met 77,64m finale: 10de met 76,64m |
| Sebastian Chmara                                                                   | tienkamp (m)          | 15e       | 100m: 36ste in 11,28 verspringen: 5de met 7,75m kogelstoten: 16de met 14,51m hoogspringen: 3de met 2,10m 400m: 14de in 48,75 110m horden: 19de in 14,59 discuswerpen: 25ste met 42,60m polsstokhoogspringen: 12de met 4,90m speerwerpen: 24ste met 54,84m 1500m: 5de in 4.26,96 totaal: 8249 punten |
|                                                                                    |                       |           | |
| Anna Brzezińska                                                                    | 1500m (v)             | 12e       | serie 1: 7de in 4.11,06 halve finale 2: 7de in 4.07,17 finale: 12de in 4.08,27 |
| Małgorzata Rydz                                                                    | 1500m (v)             | 8e        | serie 3: 5de in 4.07,51 halve finale 1: 4de in 4.10,77 finale: 8ste in 4.05,92 |
| Kamila Gradus                                                                      | marathon (v)          | DNF       | niet gefinisht |
| Aniela Nikiel                                                                      | marathon (v)          | 29e       | 2:36.44 |
| Małgorzata Sobańska                                                                | marathon (v)          | 11e       | 2:31.52 |
| Katarzyna Radtke                                                                   | 10km snelwandelen (v) | 7e        | 43.05 |
| Agata Jaroszek-Karczmarek                                                          | verspringen (v)       | 6e        | kwalificatie groep A: 7de met 6,70m finale: 6de met 6,90m |
| Renata Katewicz                                                                    | discuswerpen (v)      | 25e       | kwalificatie groep A: 12de met 58,24m |
| Urszula Włodarczyk                                                                 | zevenkamp (m)         | 4e        | 100m horden: 7de in 13,48 hoogspringen: 1ste met 1,86m kogelstoten: 5de met 14,36m 200m: 5de in 24,27 verspringen: 12de met 6,30m speerwerpen: 15de met 43,28m 800m: 2de in 2.12,35 totaal: 6484 punten                                                                                             |

### Badminton
| Olympiër            | Onderdeel     | Resultaat | Prestatie |
| ------------------- | ------------- | --------- | --- |
| Katarzyna Krasowska | enkelspel (v) | 9e        | 1ste ronde: W van PHI Lim: 11-6, 11-5 2de ronde: W van IND Lakshimi: 11-5, 11-6 3de ronde: V van INA Susanti: 4-11, 0-11 |

### Boksen
| Olympiër         | Onderdeel   | Resultaat | Prestatie                                                                                                   |
| ---------------- | ----------- | --------- | --- |
| Jacek Bielski    | -63,5kg (m) | 9e        | 1ste ronde: W van PUR Pérez: 18-2 2de ronde: V van ALG Alalou: 8-19                                         |
| Józef Gilewski   | -71kg (m)   | 17e       | 1ste ronde: V van CUB Duvergel: 2-10                                                                        |
| Tomasz Borowski  | -75kg (m)   | 5e        | 1ste ronde: W van MAR Mosbahi: 9-6 2de ronde: W van JPN Moto: 11-6 kwartfinale: V van TUR Beyleroğlu: 12-16 |
| Wojciech Bartnik | -91kg (m)   | 9e        | 1ste ronde: W van IND Singh: 14-2 2de ronde: V van GEO Kandelaki: 1-6                                       |

### Boogschieten
| Olympiër                                      | Onderdeel       | Resultaat | Prestatie |
| --------------------------------------------- | --------------- | --------- | --- |
| Piotr Piekarski                               | individueel (m) | 29e       | plaatsingsronde: 30ste met 653 punten 1ste ronde: W van POR Pombo: 152-148 2de ronde: V van KOR Oh: 154-169                                                                                  |
|                                               |                 |           | |
| Iwona Dzięcioł                                | individueel (v) | 33e       | plaatsingsronde: 57ste met 599 punten 1ste ronde: V van KOR Kim: 158-164 |
| Katarzyna Klata                               | individueel (v) | 25e       | plaatsingsronde: 28ste met 639 punten 1ste ronde: W van GEO Kurivichvili: 152-148 2de ronde: V van UKR Sadovnycha: 151-158                                                                   |
| Joanna Nowicka                                | individueel (v) | 11e       | plaatsingsronde: 12de met 651 punten 1ste ronde: W van USA Adams: 165-152 2de ronde: W van USA Langston: 152-152 (9-8) 3de ronde: V van UKR Sadovnycha: 158-161                              |
| Joanna Nowicka Katarzyna Klata Iwona Dzięcioł | team (v)        | Brons     | plaatsingsronde: 12de met 1889 punten 1ste ronde: W van Rusland: 233-229 kwartfinale: W van Oekraïne: 242-235 halve finale: V van Zuid-Korea: 237-245 bronzen finale: W van Turkije: 244-239 |

### Gewichtheffen
| Olympiër             | Onderdeel | Resultaat | Prestatie                                                         |
| -------------------- | --------- | --------- | ----------------------------------------------------------------- |
| Marek Gorzelniak     | -54kg (m) | 13e       | trekken: 12de met 107,5kg stoten: 12de met 137,5kg totaal: 245kg  |
| Wojciech Natusiewicz | -64kg (m) | 21e       | trekken: 24ste met 122,5kg stoten: 14de met 160kg totaal: 282,5kg |
| Andrzej Cofalik      | -83kg (m) | Brons     | trekken: 4de met 170kg stoten: 3de met 202,5kg totaal: 372,5kg    |
| Marek Maślany        | -91kg (m) | 11e       | trekken: 15de met 165kg stoten: 10de met 205kg totaal: 370kg      |
| Dariusz Osuch        | -91kg (m) | 8e        | trekken: 8ste met 177,5kg stoten: 8ste met 215kg totaal: 392,5kg  |

### Gymnastiek
| Olympiër            | Onderdeel       | Resultaat | Prestatie |
| Ritmisch            | Ritmisch        | Ritmisch  | Ritmisch |
| ------------------- | --------------- | --------- | --- |
| Anna Kwitniewskai   | individueel (v) | 27e       | hoepel: 21ste met 9,233 punten bal: 34ste met 8,232 punten knotsen: 18de met 9,349 punten lint: 28ste met 9,166 punten totaal: 36,680 punten  |
| Krystyna Leśkiewicz | individueel (v) | 21e       | hoepel: 20ste met 9,250 punten bal: 22ste met 9,232 punten knotsen: 25ste met 9,250 punten lint: 20ste met 9,250 punten totaal: 36,982 punten |

### Judo
| Olympiër              | Onderdeel | Resultaat | Prestatie |
| --------------------- | --------- | --------- | --- |
| Piotr Kamrowski       | -60kg (m) | 17e       | 1ste ronde: vrij 2de ronde: W van HUN Kunyik: ippon 3de ronde: V van KOR Kim: waza-ari                                                                                          |
| Jarosław Lewak        | -65kg (m) | 9e        | 1ste ronde: W van ESP Toro: ippon 2de ronde: W van GBR Davies: koka 3de ronde: V van BEL Laats: yuko herkansingen: V van GEO Revazishvilli: ippon                               |
| Krzysztof Wojdan      | -71kg (m) | 21e       | 1ste ronde: vrij 2de ronde: V van GER Schmidt: ippon |
| Bronisław Wołkowicz   | -78kg (m) | 13e       | 1ste ronde: vrij 2de ronde: W van HUN Szabo: ippon 3de ronde: V van JPN Koga: waza-ari herkansingen: V van TPE Lo: ippon                                                        |
| Marek Pisula          | -86kg (m) | 32e       | 1ste ronde: vrij 2de ronde: V van CHN Ao: ippon |
| Paweł Nastula         | -95kg (m) | Goud      | 1ste ronde: W van HUN Kovács: ippon 2de ronde: W van ITA Guido: ippon kwartfinale: W van POR Soares: ippon halve finale: W van BRA Fernandez: koka finale: W van KOR Kim: ippon |
| Rafał Kubacki         | +95kg (m) | 9e        | 1ste ronde: W van EST Pertelson: ippon 2de ronde: W van BLR Scharapov: koka kwartfinale: V van JPN Ogawa: koka herkansingen: V van GRE Papaioannou: ippon                       |
|                       |           |           | |
| Małgorzata Roszkowska | -48kg (v) | 7e        | 1ste ronde: vrij 2de ronde: W van GER Perlberg: koka kwartfinale: V van ESP Soler: waza-ari herkansingen: W van GBR Heron: waza-ari herkansingen 2: V van FRA Nichilo: ippon    |
| Larysa Krause         | -52kg (v) | 5e        | 1ste ronde: vrij 2de ronde: W van ALG Mekzine: ippon kwartfinale: W van ESP Muñoz: koka halve finale: V van FRA Restoux: koka bronzen finale: V van JPN Sugawara: ippon         |
| Beata Kucharzewska    | -56kg (v) | 18e       | 1ste ronde: vrij 2de ronde: V van GBR Fairbrother: koka |
| Aneta Szczepańska     | -66kg (v) | Zilver    | 1ste ronde: vrij 2de ronde: W van GAB Engoang: ippon kwartfinale: W van GBR Sweatman: ippon halve finale: W van FRA Dubois: ippon finale: V van KOR Cho: ippon                  |
| Beata Maksymow        | +72kg (v) | 5e        | 1ste ronde: vrij 2de ronde: W van FRA Cicot: ippon kwartfinale: W van EGY Hefny: ippon halve finale: V van CUB Villanueva: ippon bronzen finale: V van GER Hagn: yuko           |

### Kanovaren
| Olympiër                                                      | Onderdeel     | Resultaat | Prestatie |
| Slalom                                                        | Slalom        | Slalom    | Slalom |
| ------------------------------------------------------------- | ------------- | --------- | --- |
| Ryszard Mordarski                                             | C-1 (m)       | 8e        | run 1: 7de in 161,00 run 2: 5de in 161,86                                                                      |
| Mariusz Wieczorek                                             | C-1 (m)       | 11e       | run 1: 11de in 164,21 run 2: 18de in 181,17                                                                    |
| Krzysztof Kołomański Michał Staniszewski                      | C-2 (m)       | 7e        | run 1: 4de in 173,78 run 2: 6de in 169,95                                                                      |
| Andrzej Wójs Sławomir Mordarski                               | C-2 (m)       | 15e       | run 1: 13de in 226,51 run 2: 14de in 213,07                                                                    |
| Jerzy Sandera                                                 | K-1 (m)       | 27e       | run 1: 29ste in 172,78 run 2: 18de in 155,79                                                                   |
|                                                               |               |           | |
| Agnieszka Stanuch                                             | K-1 (m)       | 21e       | run 1: 12de in 200,20 run 2: 18de in 209,45                                                                    |
| Sprint                                                        |               |           | |
| Paweł Baraszkiewicz Marcin Kobierski                          | C-2 500m (m)  | 15e       | serie 2: 6de in 1.48,357 herkansingen: 3de in 1.48,093 halve finale 1: 8ste in 1.44,793                        |
| Dariusz Koszykowski Tomasz Goliasz                            | C-2 1000m (m) | 13e       | serie 1: 5de in 4.22,181 halve finale 1: 5de in 3.48,721                                                       |
| Piotr Markiewicz                                              | K-1 500m (m)  | Brons     | serie 1: 2de in 1.42,731 halve finale 1: 5de in 1.41,565 finale: 3de in 1.38,615                               |
| Andrzej Gajewski                                              | K-1 1000m (m) | 6e        | serie 1: 2de in 3.49,507 halve finale 1: 4de in 3.43,399 finale: 6de in 3.32,521                               |
| Maciej Freimut Adam Wysocki                                   | K-2 500m (m)  | 5e        | serie 1: 2de in 1.32,463 halve finale 2: 3de in 1.30,243 finale: 5de in 1.29,937                               |
| Grzegorz Kotowski Dariusz Białkowski                          | K-2 1000m (m) | 4e        | serie 1: 2de in 3.37,986 halve finale 2: 1ste in 3.18,026 finale: 4de in 3.11,262                              |
| Piotr Markiewicz Grzegorz Kaleta Marek Witkowski Adam Wysocki | K-4 1000m (m) | 4e        | serie 2: 3de in 2.59,290 finale: 4de in 2.59,505                                                               |
|                                                               |               |           | |
| Aneta Konieczna                                               | K-1 500m (v)  | 9e        | serie 1: 4de in 1.54,015 herkansingen: 2de in 1.58,359 halve finale 2: 4de in 1.53,255 finale: 9de in 1.52,451 |
| Izabella Dylewska-Światowiak Elżbieta Urbańczyk               | K-2 500m (v)  | 7e        | serie 2: 3de in 1.44,906 halve finale 2: 3de in 1.45,190 finale: 7de in 1.42,753                               |

### Moderne vijfkamp
| Olympiër         | Onderdeel | Resultaat | Prestatie |
| ---------------- | --------- | --------- | --- |
| Maciej Czyżowicz | mannen    | 27e       | schietsport: 16de met 176 punten zwemmen: 15de in 3.21,58 schermen: 25ste met 12 overwinningen paardensport: 25ste met 196 strafpunten atletiek: 25ste in 13.39,450 totaal: 5021 punten |
| Igor Warabida    | mannen    | 27e       | schietsport: 11de met 178 punten zwemmen: 24ste in 3.28,42 schermen: 18de met 15 overwinningen paardensport: 3de met 0 strafpunten atletiek: 5de in 12.41,577 totaal: 5452 punten       |

### Paardensport
| Olympiër                                                            | Onderdeel   | Resultaat | Prestatie |
| Eventing                                                            | Eventing    | Eventing  | Eventing |
| ------------------------------------------------------------------- | ----------- | --------- | --- |
| Piotr Piasecki                                                      | individueel | DNF       | dressuur: 27ste met 62,8 strafpunten cross-country: gediskwalificeerd                                         |
| Bogusław Jarecki Rafał Chojnowski Artur Społowicz Bogusław Owczarek | team        | 16e       | dressuur: 13de met 182,80 strafpunten cross-country: 16de met 2005,40 strafpunten totaal: 2197,95 strafpunten |

### Roeien
| Olympiër                                                                  | Onderdeel              | Resultaat | Prestatie |
| ------------------------------------------------------------------------- | ---------------------- | --------- | --- |
| Robert Sycz Grzegorz Wdowiak                                              | lichte dubbel-twee (m) | 7e        | serie 2: 3de in 6.54,68 herkansingen: 2de in 6.24,19 halve finale 2: 6de in 6.39,56 finale B: 1ste in 6.24,95 |
| Kajetan Broniewski Adam Korol                                             | dubbel-twee (m)        | 13e       | serie 1: 2de in 6.48,13 herkansingen: 3de in 6.53,21 rerace 2: 1ste in 6.48,53 finale C: 1ste in 6.40,62      |
| Jarosław Nowicki Przemysław Lewandowski Marek Kolbowicz Piotr Bujnarowski | dubbel-vier (m)        | 13e       | serie 1: 5de in 6.52,62 herkansingen: 1ste in 5.51,15 halve finale 2: 6de in 6.11,62 finale B: 3de in 5.55,10 |
| Jacek Streich Wojciech Jankowski Piotr Olszewski Piotr Basta              | vier-zonder (m)        | 12e       | serie 2: 3de in 6.19,15 halve finale 2: 4de in 6.16,65 finale B: 6de in 6.00,57                               |

### Schermen
| Olympiër                                           | Onderdeel       | Resultaat | Prestatie |
| -------------------------------------------------- | --------------- | --------- | --- |
| Piotr Kiełpikowski                                 | floret (m)      | 16e       | 1ste ronde: W van JPN Ichigatani: 15-13 2de ronde: W van ITA Cerioni: 15-7 3de ronde: V van GER Wienand: 11-15                                   |
| Adam Krzesiński                                    | floret (m)      | 27e       | 1ste ronde: W van USA Bravin: 15-14 2de ronde: V van CUB Gregory: 10-15                                                                          |
| Ryszard Sobczak                                    | floret (m)      | 15e       | 1ste ronde: W van KUW Ali: 15-7 2de ronde: W van ITA Arpino: 15-14 3de ronde: V van ITA Puccini: 4-15                                            |
| Piotr Kiełpikowski Adam Krzesiński Ryszard Sobczak | floret team (m) | Zilver    | 1ste ronde: W van Vietnam: 45-27 kwartfinale: W van Duitsland: 45-44 halve finale: W van Oostenrijk: 45-38 finale: V van Rusland: 40-45          |
| Norbert Jaskot                                     | sabel (m)       | 14e       | 1ste ronde: vrij 2de ronde: W van GER Bleckmann: 15-10 3de ronde: V van HUN Navarrete: 8-15                                                      |
| Janusz Olech                                       | sabel (m)       | 22e       | 1ste ronde: W van PAR Cornet: 15-2 2de ronde: V van FRA Ducheix: 11-15                                                                           |
| Rafał Sznajder                                     | sabel (m)       | 7e        | 1ste ronde: vrij 2de ronde: W van ROU Lupeică: 15-11 3de ronde: W van RUS Kiriyenko: 15-7 kwartfinale: V van FRA Touya: 12-15                    |
| Janusz Olech Norbert Jaskot Rafał Sznajder         | sabel team (m)  | Zilver    | 1ste ronde: W van Zuid-Korea: 45-24 kwartfinale: W van Frankrijk: 45-42 halve finale: V van Hongarije: 33-45 bronzen finale: V van Italië: 37-45 |
|                                                    |                 |           | |
| Joanna Jakimiuk                                    | degen (v)       | 21e       | 1ste ronde: W van TUN Zaouali: 15-7 2de ronde: V van UKR Titova: 4-15                                                                            |
| Katarzyna Felusiak                                 | floret (v)      | 28e       | 1ste ronde: W van TUN Zaouali: 15-9 2de ronde: V van GER Weber-Koszto: 14-15                                                                     |
| Anna Rybicka                                       | floret (v)      | 22e       | 1ste ronde: vrij 2de ronde: V van HUN Mohamed: 8-15                                                                                              |
| Barbara Wolnicka-Szewczyk                          | floret (v)      | 25e       | 1ste ronde: W van ARG Pampin: 15-8 2de ronde: V van HUN Némethné Jánosi: 11-15                                                                   |
| Piotr Kiełpikowski Adam Krzesiński Ryszard Sobczak | floret team (v) | 8e        | 1ste ronde: W van Verenigde Staten: 45-44 kwartfinale: V van Duitsland: 35-45 5-8ste plek: V van Rusland: 44-45 7-8ste plek: V van China: 32-45  |

### Schietsport
| Olympiër                | Onderdeel                  | Resultaat | Prestatie                                                                         |
| ----------------------- | -------------------------- | --------- | --------------------------------------------------------------------------------- |
| Robert Kraskowski       | 10m luchtgeweer (m)        | 30e       | kwalificatie: 30ste met 583 punten (96-96-99-97-97-98)                            |
| Tadeusz Czerwiński      | 50m geweer 3 houdingen (m) | 32e       | kwalificatie: 32ste met 1157 punten (396-375-386)                                 |
| Robert Kraskowski       | 50m geweer 3 houdingen (m) | 22e       | kwalificatie: 22ste met 1162 punten (394-375-393)                                 |
| Tadeusz Czerwiński      | 50m geweer liggend (m)     | 20e       | kwalificatie: 20ste met 594 punten (98-98-100-100-99-99)                          |
| Robert Kraskowski       | 50m geweer liggend (m)     | 11e       | kwalificatie: 11de met 595 punten (100-99-98-99-99-100)                           |
| Marek Nowak             | 50m pistool (m)            | 11e       | kwalificatie: 11de met 560 punten (92-95-94-92-93-94)                             |
| Jerzy Pietrzak          | 50m pistool (m)            | 9e        | kwalificatie: 9de met 563 punten (95-92-92-95-95-94)                              |
| Krzysztof Kucharczyk    | 25m snelvuurpistool (m)    | 4e        | kwalificatie: 3de met 589 punten (292-297) finale: 4de met 690,5 punten           |
| Marek Nowak             | 10m luchtpistool (m)       | 29e       | kwalificatie: 29ste met 574 punten (97-93-96-96-96-96)                            |
| Jerzy Pietrzak          | 10m luchtpistool (m)       | 5e        | kwalificatie: 2de met 585 punten (97-97-97-99-98-97) finale: 6de met 582,7 punten |
| Mirosław Rzepkowski     | skeet (m)                  | Zilver    | kwalificatie: 2de met 123 punten (25-25-25-24-24) finale: 2de met 148 punten      |
| Tadeusz Szamrej         | skeet (m)                  | 38e       | kwalificatie: 38ste met 116 punten (22-25-23-22-24)                               |
|                         |                            |           |                                                                                   |
| Małgorzata Książkiewicz | 10m luchtgeweer (v)        | 41e       | kwalificatie: 41ste met 384 punten (96-97-97-94)                                  |
| Renata Mauer            | 10m luchtgeweer (v)        | Goud      | kwalificatie: 2de met 395 punten (99-98-99-99) finale: 1ste met 479,6 punten      |
| Małgorzata Książkiewicz | 50m geweer 3 houdingen (v) | 37e       | kwalificatie: 37ste met 563 punten (194-181-188)                                  |
| Renata Mauer            | 50m geweer 3 houdingen (v) | Brons     | kwalificatie: 1ste met 589 punten (200-192-197) (OR) finale: 3de met 679,8 punten |
| Julita Macur            | 25m pistool (v)            | 8e        | kwalificatie: 6de met 580 (289-291) finale: 8ste met 677,4 punten                 |
| Julita Macur            | 10m luchtpistool (v)       | 27e       | kwalificatie: 27ste met 375 punten (92-96-94-93)                                  |

### Tafeltennis
| Olympiër                        | Onderdeel      | Resultaat | Prestatie                                                                      |
| ------------------------------- | -------------- | --------- | ------------------------------------------------------------------------------ |
| Andrzej Grubba                  | enkelspel (m)  | 17e       | groep O: 2de W van INA Suseno: 2-0 V van JPN Matsushita: 1-2 W van CAN Ng: 2-0 |
| Lucjan Błaszczyk Andrzej Grubba | dubbelspel (m) | 9e        | groep F: 2de V van KOR Kang/Kim: 0-2 W van TPE Chang/Wu: 2-1                   |

### Tennis
| Olympiër                              | Onderdeel      | Resultaat | Prestatie                                           |
| ------------------------------------- | -------------- | --------- | --------------------------------------------------- |
| Magdalena Grzybowska                  | enkelspel (v)  | 33e       | 1ste ronde: V van ESP Ruano Pascual: 4-6, 2-6       |
| Aleksandra Olsza                      | enkelspel (v)  | 33e       | 1ste ronde: V van HUN Csurgó: 2-6, 5-7              |
| Magdalena Grzybowska Aleksandra Olsza | dubbelspel (v) | 17e       | 1ste ronde: V van FRA Pierce/Tauziat: 2-6, 6-3, 0-6 |

### Volleybal
| Olympiër | Onderdeel | Resultaat | Prestatie |
| --- | --------- | --------- | --- |
| Damian Dacewicz Piotr Gruszka Krzysztof Jańczak Marcin Nowak Robert Prygiel Witold Roman Krzysztof Śmigiel Andrzej Stelmach Krzysztof Stelmach Mariusz Szyszko Leszek Urbanowicz Paweł Zagumny | zaal (m)  | 11e       | groep A: 6de V van Verenigde Staten: 0-3 (13-15, 6-15, 8-15) V van Cuba: 0-3 (13-15, 2-15, 13-15) V van Brazilië: 0-3 (7-15, 11-15, 8-15) V van Bulgarije: 0-3 (4-15, 10-15, 7-15) V van Argentinië: 1-3 (7-15, 17-15, 10-15, 9-15) |

| Groep A |                  |             |             |             |             |             |             |        |        |        |        |
| #       | Land             | Wedstrijden | Wedstrijden | Wedstrijden | Wedstrijden | Wedstrijden | Wedstrijden | Punten | Punten | Punten | Punten |
| #       | Land             | G           | W           | V           | SW          | SV          | SR          | SPW    | SPL    | Saldo  | Punten |
| 1       | Cuba             | 5           | 4           | 1           | 12          | 5           | +7          | 233    | 191    | +42    | 9      |
| 2       | Brazilië         | 5           | 3           | 2           | 10          | 6           | +4          | 210    | 187    | +23    | 8      |
| 3       | Bulgarije        | 5           | 3           | 2           | 10          | 8           | +2          | 225    | 212    | +13    | 8      |
| 4       | Argentinië       | 5           | 3           | 2           | 9           | 9           | 0           | 222    | 225    | -3     | 8      |
| 5       | Verenigde Staten | 5           | 2           | 3           | 10          | 9           | +1          | 241    | 233    | +8     | 7      |
| 6       | Polen            | 5           | 0           | 5           | 1           | 15          | -14         | 151    | 234    | -83    | 5      |

| Ronde      | Datum   | Plaats           | Land | Score | Land |
| ---------- | ------- | ---------------- | ---- | ----- | ---- |
| Groepsfase |         |                  |      |       |      |
| 21 juli    | Atlanta | Verenigde Staten | 3-0  | Polen |      |
| 23 juli    | Atlanta | Cuba             | 3-0  | Polen |      |
| 25 juli    | Atlanta | Brazilië         | 3-0  | Polen |      |
| 27 juli    | Atlanta | Bulgarije        | 3-0  | Polen |      |
| 29 juli    | Atlanta | Argentinië       | 3-1  | Polen |      |

### Wielersport
| Olympiër             | Onderdeel                     | Resultaat | Prestatie                      |
| Baan                 | Baan                          | Baan      | Baan                           |
| -------------------- | ----------------------------- | --------- | ------------------------------ |
| Grzegorz Krejner     | tijdrit (m)                   | 6e        | 1.04,697                       |
| Robert Karśnicki     | individuele achtervolging (m) | 12e       | kwalificatie: 12de in 4.35,193 |
| Mountainbike         |                               |           |                                |
| Sławomir Barul       | mannen                        | 36e       | 2:53.36                        |
| Marek Galiński       | mannen                        | 29e       | 2:45.54                        |
| Weg                  |                               |           |                                |
| Dariusz Baranowski   | tijdrit (m)                   | 9e        | 1:07.08                        |
| Tomasz Brożyna       | tijdrit (m)                   | 22e       | 1:09.48                        |
| Dariusz Baranowski   | wegwedstrijd (m)              | DNF       | niet gefinisht                 |
| Tomasz Brożyna       | wegwedstrijd (m)              | 94e       | 4:56.52                        |
| Sławomir Chrzanowski | wegwedstrijd (m)              | 50e       | 4:56.46                        |
| Zbigniew Spruch      | wegwedstrijd (m)              | 9e        | 4:55.24                        |

### Worstelen
| Olympiër             | Onderdeel   | Resultaat   | Prestatie |
| Vrije stijl          | Vrije stijl | Vrije stijl | Vrije stijl |
| -------------------- | ----------- | ----------- | --- |
| Jan Krzesiak         | -62kg (m)   | 17e         | 1ste ronde: V van PER Cubas: 1-3 herkansingen: V van ROU Mumjiev: 1-4 |
| Robert Kostecki      | -90kg (m)   | 17e         | 1ste ronde: V van UKR Tedeyev: 1-3 herkansingen: V van CAN Bianco: 1-3 |
| Marek Garmulewicz    | -100kg (m)  | 5e          | 1ste ronde: W van AUS Vincent: 4-0 2de ronde: W van CAN Ladik: 3-0 3de ronde: vrij 4de ronde: V van IRI Jadidi: 1-3 herkansingen: V van BLR Kovalevsky: 0-3 5-6de plek: W van KGZ Aleksandrov: walk-over                                                                     |
| Grieks-Romeins       |             |             | |
| Piotr Jabłoński      | -48kg (m)   | 15e         | 1ste ronde: V van PRK Kang: 1-3 herkansingen: vrij herkansingen 2: V van JPN Kado: 1-3 |
| Dariusz Jabłoński    | -52kg (m)   | 8e          | 1ste ronde: W van ROU Rebegea: 4-0 2de ronde: V van RUS Danielyan: 0-3 herkansingen: W van DOM Valentin: 4-0 herkansingen 2: W van KOR Ha: 3-1 herkansingen 3: V van UKR Kalashnikov: 1-3 7-8ste plek: V van KOR Ha: 1-3                                                     |
| Stanisław Pawłowski  | -57kg (m)   | 16e         | 1ste ronde: V van LAT Jansons: 1-3 herkansingen: V van AZE Aghayev: 1-3 |
| Włodzimierz Zawadzki | -62kg (m)   | Goud        | 1ste ronde: W van BLR Petrenko: 3-1 2de ronde: W van SWE Aziz: 3-0 kwartfinale: W van GEO Guliashvili: 3-1 halve finale: W van UKR Kamyshenko: 3-1 finale: W van CUB Marén: 3-1                                                                                              |
| Ryszard Wolny        | -68kg (m)   | Goud        | 1ste ronde: W van HUN Repka: 3-1 2de ronde: vrij kwartfinale: W van CUB Colás: 3-0 halve finale: W van UZB Pulyaev: 3-0 finale: W van FRA Yalouz: 3-0 |
| Józef Tracz          | -74kg (m)   | Brons       | 1ste ronde: V van HUN Berzicza: 0-3 herkansingen: W van MAR Khalfi: 3-1 herkansingen 2: W van KAZ Baiseitov: 3-1 herkansingen 3: W van SWE Kornbakk: 3-0 herkansingen 4: W van BUL Stoyanov: 3-1 herkansingen 5: W van UKR Dzyhasov: 3-1 bronzen finale: W van GER Hahn: 3-1 |
| Jacek Fafiński       | -90kg (m)   | Zilver      | 1ste ronde: W van MAR Essafoui: 4-0 2de ronde: W van TKM Rejepow: 4-1 kwartfinale: vrij halve finale: W van GRE Konstantinidis: 3-0 finale: V van UKR Oliynyk: 0-3 |
| Andrzej Wroński      | -100kg (m)  | Goud        | 1ste ronde: W van TUN Naouar: 4-0 2de ronde: W van MDA Grabovetchi: 3-0 kwartfinale: vrij halve finale: W van CUB Milián: 3-0 finale: W van BLR Lishtvan: 3-0 |

### Zeilen
| Olympiër                       | Onderdeel   | Resultaat | Prestatie                                      |
| ------------------------------ | ----------- | --------- | ---------------------------------------------- |
| Mirosław Małek                 | Mistral (m) | 11e       | 71 punten: (8-14-6-47-8-7-11-47-17)            |
| Mateusz Kusznierewicz          | finn (m)    | Goud      | 32 punten: (10-4-20-4-9-1-2-1-1-10)            |
| Marek Chocian Zdzislaw Staniul | 470 (m)     | 16e       | 125 punten: (37-18-22-19-17-7-21-13-8-5-17)    |
|                                |             |           |                                                |
| Dorota Staszewska              | Mistral (v) | 6e        | 38 punten: (6-4-8-12-13-3-9-3-5)               |
| Weronika Glinkiewicz           | Europe (v)  | 20e       | 138 punten: (11-11-16-29-20-24-20-13-14-14-19) |

### Zwemmen
| Olympiër                                                          | Onderdeel            | Resultaat | Prestatie                                           |
| ----------------------------------------------------------------- | -------------------- | --------- | --------------------------------------------------- |
| Bartosz Kizierowski                                               | 50m vrije slag (m)   | 28e       | serie 6: 5de in 23,34                               |
| Bartosz Kizierowski                                               | 100m vrije slag (m)  | 16e       | serie 5: 2de in 50,18 (NR) finale B: 8ste in 50,51  |
| Bartosz Sikora                                                    | 200m vrije slag (m)  | 36e       | serie 2: 4de in 1.55,33                             |
| Mariusz Siembida                                                  | 100m rugslag (m)     | 12e       | serie 7: 4de in 56,16 finale B: 4de in 56,31        |
| Bartosz Sikora                                                    | 200m rugslag (m)     | 4e        | serie 4: 3de in 2.00,99 finale: 4de in 2.00,05 (NR) |
| Marek Krawczyk                                                    | 100m schoolslag (m)  | 25e       | serie 4: 8ste in 1.03,57                            |
| Marek Krawczyk                                                    | 200m schoolslag (m)  | 6e        | serie 5: 3de in 2.15,17 finale: 6de in 2.14,84 (NR) |
| Rafał Szukała                                                     | 100m vlinderslag (m) | 5e        | serie 8: 3de in 53,41 finale: 5de in 53,29          |
| Konrad Gałka                                                      | 200m vlinderslag (m) | 14e       | serie 6: 5de in 1.59,97 finale B: 6de in 2.00,91    |
| Marcin Maliński                                                   | 200m wisselslag (m)  | 17e       | serie 5: 6de in 2.05,42                             |
| Marcin Maliński                                                   | 400m wisselslag (m)  | 7e        | serie 4: 3de in 4.18,34 (NR) finale: 7de in 4.20,50 |
| Mariusz Siembida Marek Krawczyk Rafał Szukała Bartosz Kizierowski | 200m wisselslag (m)  | 7e        | serie 3: 3de in 3.41,72 (NR) finale: 7de in 3.41,97 |
|                                                                   |                      |           |                                                     |
| Dagmara Komorowicz                                                | 100m rugslag (v)     | 31e       | serie 4: 8ste in 1.06,70                            |
| Izabela Burczyk                                                   | 200m rugslag (v)     | 19e       | serie 3: 6de in 2.16,91 (NR)                        |
| Alicja Pęczak                                                     | 100m schoolslag (v)  | 14e       | serie 3: 1ste in 1.10,70 finale B: 6de in 1.10,44   |
| Alicja Pęczak                                                     | 200m schoolslag (v)  | 15e       | serie 6: 5de in 2.30,64 finale B: 5de in 2.30,99    |
| Anna Uryniuk                                                      | 100m vlinderslag (v) | 21e       | serie 3: 2de in 1.02,39                             |
| Anna Uryniuk                                                      | 200m vlinderslag (v) | 13e       | serie 4: 4de in 2.13,90 finale B: 4de in 2.13,64    |
| Alicja Pęczak                                                     | 200m wisselslag (v)  | 15e       | serie 6: 5de in 2.17,48 finale B: 7de in 2.18,21    |

Afghanistan · Albanië · Algerije · Amerikaanse Maagdeneilanden · Amerikaans-Samoa · Andorra · Angola · Antigua‑Barbuda · Argentinië · Armenië · Aruba · Australië · Azerbeidzjan · Bahama's · Bahrein · Bangladesh · Barbados · België · Belize · Benin · Bermuda · Bhutan · Bolivia · Bosnië en Herzegovina · Botswana · Brazilië · Britse Maagdeneilanden · Brunei · Bulgarije · Burkina Faso · Burundi · Cambodja · Canada · Centraal-Afrikaanse Republiek · Chili · China · Chinees Taipei · Colombia · Comoren · Congo-Brazzaville · Cookeilanden · Costa Rica · Cuba · Cyprus · Denemarken · Djibouti · Dominica · Dominicaanse Republiek · Duitsland · Ecuador · Egypte · El Salvador · Equatoriaal-Guinea · Estland · Ethiopië · Fiji · Filipijnen · Finland · Frankrijk · Gabon · Gambia · Georgië · Ghana · Grenada · Griekenland · Groot-Brittannië · Guam · Guatemala · Guinee · Guinee-Bissau · Guyana · Haïti · Honduras · Hongarije · Hongkong · Ierland · IJsland · India · Indonesië · Irak · Iran · Israël · Italië · Ivoorkust · Jamaica · Japan · Jemen · Joegoslavië · Jordanië · Kaaimaneilanden · Kaapverdië · Kameroen · Kazachstan · Kenia · Kirgizië · Koeweit · Kroatië · Laos · Lesotho · Letland · Libanon · Liberia · Libië · Liechtenstein · Litouwen · Luxemburg ·  Macedonië · Madagaskar · Malawi · Malediven · Maleisië · Mali · Malta · Marokko · Mauritanië · Mauritius · Mexico · Moldavië · Monaco · Mongolië · Mozambique · Myanmar · Namibië · Nauru · Nederland · Nederlandse Antillen · Nepal · Nicaragua · Nieuw-Zeeland · Niger · Nigeria · Noord-Korea · Noorwegen · Oeganda · Oekraïne · Oezbekistan · Oman · Oostenrijk · Pakistan · Palestina · Panama · Papoea-Nieuw-Guinea · Paraguay · Peru · Polen · Portugal · Puerto Rico · Qatar · Roemenië · Rusland · Rwanda · Saint Kitts en Nevis · Saint Lucia · Saint Vincent en Grenadines · Salomonseilanden · Samoa · San Marino · Sao Tomé en Principe · Saoedi-Arabië · Senegal · Seychellen · Sierra Leone · Singapore · Slovenië · Slowakije · Soedan · Somalië · Spanje · Sri Lanka · Suriname · Swaziland · Syrië · Tadzjikistan · Tanzania · Thailand · Togo · Tonga · Trinidad en Tobago · Tsjaad · Tsjechië · Tunesië · Turkije · Turkmenistan · Uruguay · Vanuatu · Venezuela · Verenigde Arabische Emiraten · Verenigde Staten · Vietnam · Wit-Rusland · Zaïre · Zambia · Zimbabwe · Zuid-Afrika · Zuid-Korea · Zweden · Zwitserland